# پاتریسیا مورینو
پاتریسیا مورینو (به انگلیسی: Patricia Moreno) ژیمناست زادهٔ ۷ ژانویهٔ ۱۹۸۸ میلادی اهل کشور اسپانیا است.